# Antonio Siri
Antonio Siri detto Amsicora (Burgos, 17 dicembre 1986) è un fantino italiano.

## Carriera
Il fantino è abbastanza conosciuto nel mondo delle corse a pelo grazie alle numerose vittorie riportate in alcune di queste manifestazioni e, soprattutto, per le sue partecipazioni al Palio di Siena.
I primi frutti nelle corse senza sella, Siri li coglie nel 2008. In questo anno il fantino sardo vince ben tre palii in provincia: a Bientina (nella Contrada Centro Storico col cavallo Fantastic Light), a Monticiano e a Piancastagnaio (con il cavallo La Nera nella Contrada Castello). Partecipa inoltre al Palio di Asti nel Rione San Martino - San Rocco, con i colori del quale giunge fino alla finale, ma senza successo.
Nel 2009 il Siri vince di nuovo a Monticiano e centra la vittoria anche al Palio di Feltre e a quello di Casole d'Elsa. Torna ad Asti nel Rione Santa Caterina, ma non accede alla finale.
Nel 2010, oltre a vincere ancora una volta a Monticiano e trionfare al Palio di Legnano (per la Contrada sovrana La Flora), riesce ad esordire al Palio di Siena. A dargli fiducia è la Contrada della Torre, che lo monta sul cavallo Leo Lui e lo segna con il nome Amsicora, in onore di uno storico guerriero sardo, guida della rivolta antiromana del 215 a.C. e molto conosciuto nella sua terra. La corsa non è molto fortunata, visto che ad Amsicora tocca il posto di rincorsa, ma nonostante una partenza poco brillante, riesce a chiudere quinto. In settembre partecipa alla finale del Palio di Asti per il Comune di Montechiaro, senza ottenere la vittoria.
Nel 2011 vince il Palio di Castel del Piano nella Contrada Borgo con il cavallo Gezabele. Sempre nello stesso anno prende parte per la quarta volta al Palio di Asti, ma non riesce ad accedere alla finale con i colori del Borgo San Pietro.
Nel 2012 viene scelto, alla vigilia del Palio di luglio per montare nella Contrada della Chiocciola, in sostituzione di Gianluca Mureddu detto Filuferru, ma è costretto a rinunciare alla carriera a causa del ritiro della contrada in conseguenza dell'infortunio del barbero occorso la mattina della corsa. Nonostante la sfortuna di luglio riesce a correre il Palio del 16 agosto per i colori del Drago con il cavallo Guess. Parte leggermente attardato, ma si porta in seconda posizione alla prima curva di San Martino. Tuttavia Siri cade subito dopo. Nello stesso anno monta per la quinta volta ad Asti, nuovamente per Borgo San Pietro. In tale occasione il fantino guadagna un posto in finale, chiudendo tuttavia in ultima posizione al termine della stessa, poiché penalizzato in partenza.
Il 2013 porta una nuova partecipazione al Palio di Siena. Amsicora monta il 16 agosto per la Contrada del Bruco sul cavallo Mocambo. Nonostante una discreta partenza, Siri realizza un palio incolore, cadendo alla seconda curva di San Martino.
Per il Palio del 2 luglio 2014 il fantino è ancora a cavallo in Piazza del Campo, questa volta sull'esordiente Querino per la Contrada della Lupa. Ancora una volta, tuttavia, la sua prestazione non è delle migliori, poiché chiude nelle ultime posizioni. Nello stesso anno coglie la sua seconda vittoria al Palio di Bientina, per la Contrada Guerrazzi.
Nel 2017 vince il Palio di Castel del Piano nella contrada Le Storte sulla cavalla Resolza.
Torna a correre al Palio di Asti nel 2022 per il comune di Nizza Monferrato, ma viene eliminato in batteria. Confermato anche per il 2023, guadagna un posto in finale montando il cavallo Bramosu de Campeda. Durante la finale, mentre si trovava nelle ultime posizioni, è caduto, perdendo i sensi. Rianimato sul posto, è stato trasportato in ospedale in codice rosso con un trauma toracico e una sospetta frattura a una spalla, ma non in pericolo di vita.
Il fantino di Burgos si prende la sua rivincita l'anno successivo, montando per il Borgo Torretta la cavalla Chimera da Clodia. Conquistata la finale, parte subito in testa e ci rimane fino alla fine, resistendo all'attacco della rivale Rione Santa Caterina, ottenendo il primo successo in Piazza Alfieri e regalando così il quarto Palio della storia ai "Tricolores" , un Palio da subito ribattezzato "Il Palio dei Sogni".

## Presenze al Palio di Siena
| Palio          | Contrada     | Cavallo            | Note   |
| -------------- | ------------ | ------------------ | ------ |
| 2 luglio 2010  | Torre        | Leo Lui            |        |
| 16 agosto 2012 | Drago        | Guess              | scosso |
| 16 agosto 2013 | Bruco        | Mocambo            | scosso |
| 2 luglio 2014  | Lupa         | Querino            |        |
| 16 agosto 2018 | Valdimontone | Schietta           | scosso |
| 2 luglio 2019  | Onda         | Tabacco            |        |
| 16 agosto 2019 | Oca          | Unidos             |        |
| 16 agosto 2025 | Tartuca      | Entu de Pedra Ulpu |        |

## Presenze agli altri Palii

### Palio di Asti
| Palio | Rione, Borgo, Comune        | Cavallo                    | Piazzamento e premio  |
| ----- | --------------------------- | -------------------------- | --------------------- |
| 2008  | Rione San Martino San Rocco | Sister Bug                 | 7°                    |
| 2009  | Rione Santa Caterina        | Francesino                 | Eliminato in batteria |
| 2010  | Montechiaro d'Asti          | Tuit Italy                 | 9° (Acciuga)          |
| 2011  | Borgo San Pietro            | Vanitosa (scossa)          | Eliminato in batteria |
| 2012  | Borgo San Pietro            | Il Critico                 | 9° (Acciuga)          |
| 2015  | San Damiano d'Asti          |                            | 6°                    |
| 2016  | San Damiano d'Asti          | L'erede                    | 9° (Acciuga)          |
| 2017  | San Damiano d'Asti          | Tabacco                    | Eliminato in batteria |
| 2018  | San Damiano d'Asti          | Briccona da Clodia         | 8°                    |
| 2022  | Nizza Monferrato            | Zaminde                    | Eliminato in batteria |
| 2023  | Nizza Monferrato            | Bramosu de Campeda(scosso) | 9° (Acciuga)          |
| 2024  | Borgo Torretta              | Chimera da Clodia          | 1° (Palio)            |

### Palio di Legnano
| Palio | Contrada       | Cavallo          | Piazzamento           |
| 2010  | La Flora       | Abbashan         | Vittoria              |
| ----- | -------------- | ---------------- | --------------------- |
| 2011  | La Flora       | All in           | Finale                |
| 2013  | San Bernardino | Trust            | Eliminato in batteria |
| 2014  | La Flora       | Sandokan         | FInale                |
| 2015  | La Flora       | The AVenger      | Eliminato in batteria |
| 2016  | Sant'Ambrogio  | Paw Patrol       | Finale                |
| 2017  | San Domenico   | Doctor Mitch     | Finale                |
| 2018  | San Domenico   | Doctor Mitch     | Eliminato in batteria |
| 2019  | San Domenico   | Odi et Amo       | Vittoria              |
| 2021  | San Domenico   | Odi et Amo       | Finale                |
| 2022  | San Domenico   | Odi et Amo       | Eliminato in batteria |
| 2023  | Legnarello     | Woody Woodpecker | Vittoria              |
| 2024  | Legnarello     | Woody Woodpecker | Vittoria              |
| 2025  | Legnarello     | Woody Woodpecker | Eliminato in batteria |

## Vittorie
- Palio di Asti: 1 vittoria (2024)
- Palio di Castel del Piano: 3 vittorie (2011, 2017, 2022)
- Palio di Legnano: 4 vittorie (2010, 2019, 2023, 2024)
- Palio di Feltre: 3 vittorie (2009, 2022, 2024)
- Palio di Bientina: 2 vittorie (2008, 2014)
- Palio di Piancastagnaio: 1 vittoria (2008)
- Palio di Monticiano: 3 vittorie (2008, 2009, 2010)
- Palio di Casole d'Elsa: 3 vittorie (2009, 2023, 2025)